# Terellia vilis
Terellia vilis är en tvåvingeart som först beskrevs av Erich Martin Hering 1961.  Terellia vilis ingår i släktet Terellia och familjen borrflugor. Inga underarter finns listade i Catalogue of Life.